# BOE 테크놀로지
BOE 테크놀로지(BOE Technology Group Co., Ltd.) 또는 징둥팡(Jingdongfang, 중국어: 京东方科技集团股份有限公司)은 1993년 4월에 설립된 중국의 전자 부품 생산업체이다. 핵심 사업은 인터페이스 장치, 스마트 IoT 시스템, 스마트 의료 및 엔지니어링 통합이다. BOE는 LCD, OLED, 플렉서블 디스플레이 분야에서 세계 최대 규모의 제조업체 중 하나이다.